# تشيس رينولدز
تشيس رينولدز (بالإنجليزية: Chase Reynolds) هو لاعب كرة قدم أمريكية أمريكي، ولد في 22 أكتوبر 1987 في دروموند في الولايات المتحدة.

## وصلات خارجية
- تشيس رينولدز على موقع مرجع كرة القدم المحترفة.كوم (الإنجليزية)